# Batalla de Kulikovo
La Batalla de Kulikovo (rus: Куликовская битва transcrit Kulikóvskaia bitva) va enfrontar els tàrtars i els mongols de l'Horda d'Or contra els russos. Va tenir lloc el 8 de setembre de 1380 al Camp de Kulikovo (rus: Куликово поле, transcrit Kulikovo Pole, literalment "Camp dels becadells"), prop del riu Don (pertanyent ara a l'óblast de Tula) i va acabar amb victòria russa. En el lloc de la batalla es va erigir una església com a memorial, construïda segons el disseny d'Aleksei Sxússev.
A la batalla, uns 50.000 russos, comandats pel gran príncep de Moscou, Demetri I de Moscou, van vèncer un nombre indeterminat de tàrtars i mongols, que oscil·laria entre 50.000 i 100.000 combatents, comandats pel kan Mamai.
Tot i que la victòria no va acabar amb el domini mongol sobre els principats russos, és àmpliament considerat pels historiadors russos com un punt d'inflexió, atès que la influència mongola començava a esvair-se i el poder moscovita començava a augmentar; un procés que, finalment, conduiria a la independència moscovita i a la formació del modern estat rus. Segons l'historiador rus Lev Gumiliov, "els russos van anar al camp de Kulikovo com a ciutadans de diversos principats i retornaren com una nació russa unida".

## Antecedents
L'ascens del Gran Duc de Moscou, Demetri I de Moscou, va coincidir amb la decadència de la poderosa Horda d'Or, que abans de la mort del seu pare, Ivan II de Moscou, ja havia començat a donar mostres de la seva feblesa davant d'una política més centralitzada des del Gran Ducat de Moscou. Demetri va iniciar el seu regnat amb diverses incursions sobre els principats veïns, ocupant ciutats com Starodub, Dmítrov i Gàlitx. Mentrestant, el príncep Mikhaïl II de Tver, que s'estava recuperant de la derrota infligida per Moscou i l'Horda d'Or en vida d'Ivan II, intentava fer una aliança fallida amb el Kan de Sarai (capital de l'Horda), per venjar-se del ducat moscovita. En no obtenir èxit en aquesta temptativa, el príncep de Tver va optar per aliar-se amb el duc Algirdas de Lituània.
Els desesperats moviments de Mikhaïl de Tver, van obligar el Duc de Moscou a convocar les seves aliances. Fou així com va tenir lloc una reunió al Kremlin entre el ducat moscovita i dinou principats russos, entre ells, Rostov, Briansk, Belozersk, Starodub, Smolensk, Riazan, Gàlitx, Sérpukhov i Kaluga. D'aquesta reunió va sorgir una Santa Aliança i els destacaments de cada principat es van unir a Moscou amb l'objectiu d'atacar Tver. Davant d'això el príncep Mikhaïl de Tver va enviar un ambaixador a Lituània per demanar ajuda al seu aliat. Això no obstant, el gran duc Algirdas ja havia signat un armistici amb Demetri, i denegà l'ajut sol·licitat per part de Mikhaïl.
El kan Mamai, inquietat per la poderosa coalició liderada per Demetri i pels informes d'una pretesa conspiració de l'aliança russa contra l'Horda, va decidir acceptar finalment la proposta de Mikhaïl de Tver i convocar Demetri a Sarai per tal d'assassinar-lo. Aquest es va negar i va fer matar els ambaixadors del kan, amb la qual cosa es preparava per a un conflicte obert contra l'Horda d'Or.

## Forces

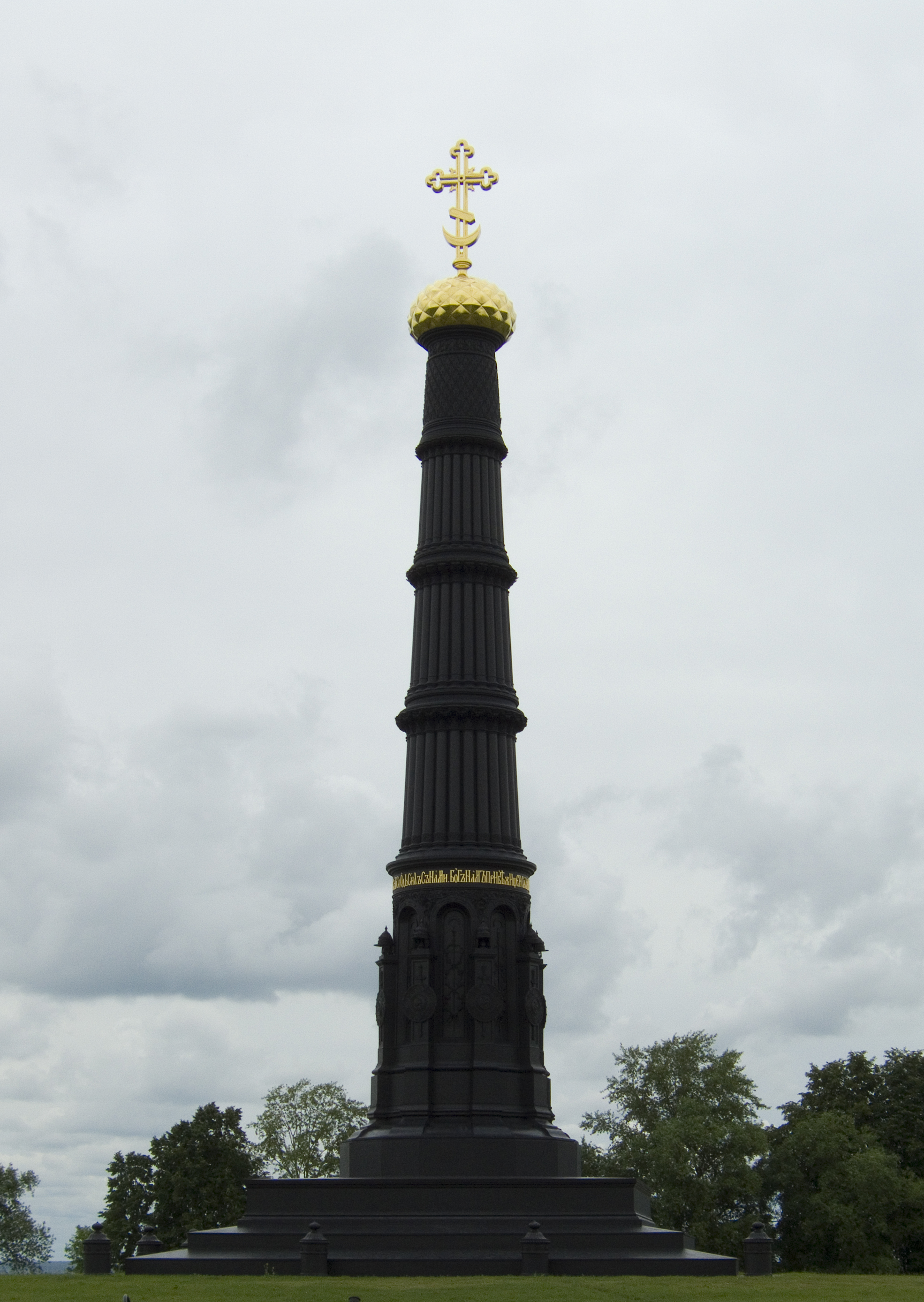
La columna memorial al camp de Kulikovo fou dissenyada per Aleksandr Briul·lov el 1848

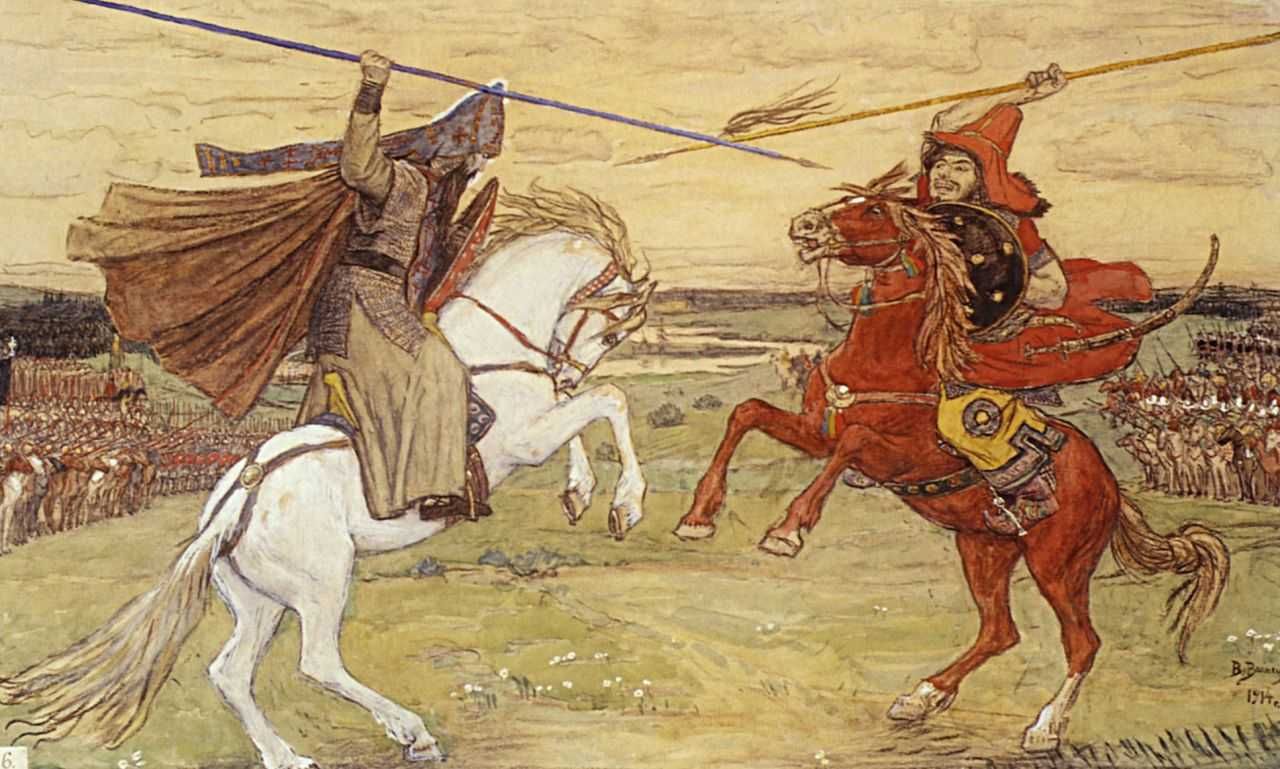
El duel d'Aleksandr Peresvet i el campió de Mamai. Per Víktor Vasnetsov

Els exèrcits combinats russos, sota el comandament del Gran Príncep de Vladímir, Dmitri Ivànovitx de Moscou (anomenat "Dmitri del Don", en rus "Donskoi"), s'enfrontaven a una força molt més gran de tàrtars sota el comandament de Mamai, un home fort de l'Horda d'Or. Els aliats de Mamai, el Gran Príncep Oleg II de Razan i el Gran Príncep Ladislau II Jagelló de Lituània, van arribar tard a la batalla. Segons una teoria proposada per l'historiador Dmitri Balaixov, Oleg en realitat no estava disposat a unir-se a qualsevol bàndol en absolut, i probablement fins i tot va enviar a alguns dels seus esmentats "desertors" per ajudar en Dmitri, mentre fingia que Riazan, en general, seguia sent fidel a l'Horda.
El vell poema rus Zadónsxina parla de 150.000 russos i 300.000 tàrtar-mongols que haurien pres part en la batalla, però la mida real del camp de Kulikovo no permetrien que un nombre de tropes a tals. Les xifres eren segurament més properes als 60.000 russos, incloent 7.000 lituans rebels i 125.000 tàrtars.

## Batalla
En el matí del 8 de setembre, una espessa boira cobria els camps de Kulikovo, i evitava que es dugés a terme la batalla. La boira va escampar al voltant de les 11 del matí, i tots dos exèrcits va començar a avançar.
El preludi de la batalla es donà amb un simple combat entre dos guerrers, el monjo Aleksandr Peresvet, un monjo de l'Abadia de la Trinitat enviat a la batalla per Sant Sergi i l'heroi de l'Horda, Txelubei, conegut també com a Temir-Murza. La llegenda diu que els guerrers es mataren l'un a l'altre en el primer encontre.
Durant la batalla, Demetri va intercanviar la seva armadura amb el jove boiar moscovita Mikhaïl Brenok, per tal de fer-se passar per un cavaller ordinari. Brenok va ser instruït per imitar el príncep, portar la seva bandera i vestir amb la seva armadura. El truc va tenir èxit: els tàrtars dirigiren el seu foc a la bandera de Demetri i finalment mataren Brenok, creient que era el Príncep. El mateix Dmitri va sobreviure, encara que ferit, i immediatament després de la batalla es va desmaiar pel cansament i la pèrdua de sang.
Després d'aproximadament tres hores de batalla (des del migdia fins a les 15:00) les forces russes van tenir èxit, tot i les grans baixes, en el seu enfrontament amb l'Horda. La cavalleria de Vladimir, Príncep de Sérpukhov (cosí de Dmitri), liderada pel príncep Bobrok (cunyat del príncep Demetri), va llançar un contraatac sorpresa al flanc de l'Horda, que va portar a la caiguda de la línia de l'Horda.

## Ubicació
Les fonts antigues no donen una descripció precisa de l'indret de la batalla. Com a resultat d'això, fins al segle xix, la localització exacta de l'indret era desconeguda, fins que a Stepan Netxàiev se li va ocórrer el que ell creia era el lloc exacte de la batalla i la seva hipòtesi va ser acceptada.

## Aliats de l'Horda
L'Horda d'Or va comptar en la seva avantguarda amb un destacament important de genovesos. La raó d'aquesta aliança sembla justificada amb la proposta del Gran Khan de cedir la ciutat de Sudak, situada al Mar Negre, a la república de Gènova a canvi del seu suport contra els russos. La rancúnia d'aquests contra el catolicisme data possiblement d'aquesta època.

## Conseqüències
En assabentar de la derrota de Mamai, el príncep Jagelló va enfilar de nou el seu exèrcit cap a Lituània. El príncep Oleg de Riazan es va veure obligat a acceptar el príncep Demetri com el seu sobirà i a signar un tractat de pau. Mukhammad-Bulek, testaferro del kan Mamai, va ser mort en la batalla. Mamai va escapar a Crimea, on va ser assassinat pels seus enemics, la qual cosa deixava al seu rival, el kan Toktamix, el control indiscutible de l'Horda.
El príncep Demetri no aconseguí esdevenir plenament independent de l'Horda d'Or, però. En 1382, el kan Toktamix va llançar una altra campanya contra el Gran Ducat de Moscou. Va capturar i cremar Moscou, i forçà Demetri a acceptar-lo com a sobirà. No obstant això, la victòria a Kulikovo era una primerenca senyal de la decadència del poder mongol. Al segle següent, el poder de Moscou va augmentar, i va consolidar el control sobre els altres principats russos. El vassallatge de Rússia a l'Horda d'Or va acabar oficialment en 1480, un segle després de la batalla, després de la derrota de l'Horda al Gran xoc al riu Ugra.